# Paul Wallot
Paul Wallot (Oppenheim, 26 de juny de 1841 - Bad Schwalbach, 10 d'agost de 1912) va ser un arquitecte i professor universitari d'origen alemany, famós per haver estat l'encarregat del disseny de l'edifici del Reichstag de Berlín, erigit entre 1884 i 1894. També va dissenyar el Palau adjacent del President del Reichstag.